# Alianza Entremont
Entremont Alliance es una empresa francesa de procesamiento de leche. Antigua alianza de la empresa Entremont y la rama de lácteos de Unicopa, fue comprada en 2011 por Social. Entremont fabrica principalmente emmental industrial y productos derivados como el queso raclette.

## Presentación
Entremont es una de las grandes empresas industriales francesas del sector secundario. El grupo emplea 1 750 personas en toda Francia. Se trata de una sociedad por acciones simplificada (S.A.S.) con un capital de 29 130 872 € y con una facturación de 1.083 millones de euros en 2015, de los cuales 40% a nivel internacional. Es el número uno mundial en queso de pasta prensada cocida.
Entremont posee varias marcas en diferentes países (Entremont, Meule d'Or, Aggenstein, Wildberg). El grupo tiene varias filiales, incluidas Fromagerie du Velay, Stegmann Emmentaler Käsereien GmbH en Alemania, Entremont Italia y Entremont Benelux.

## Histórico

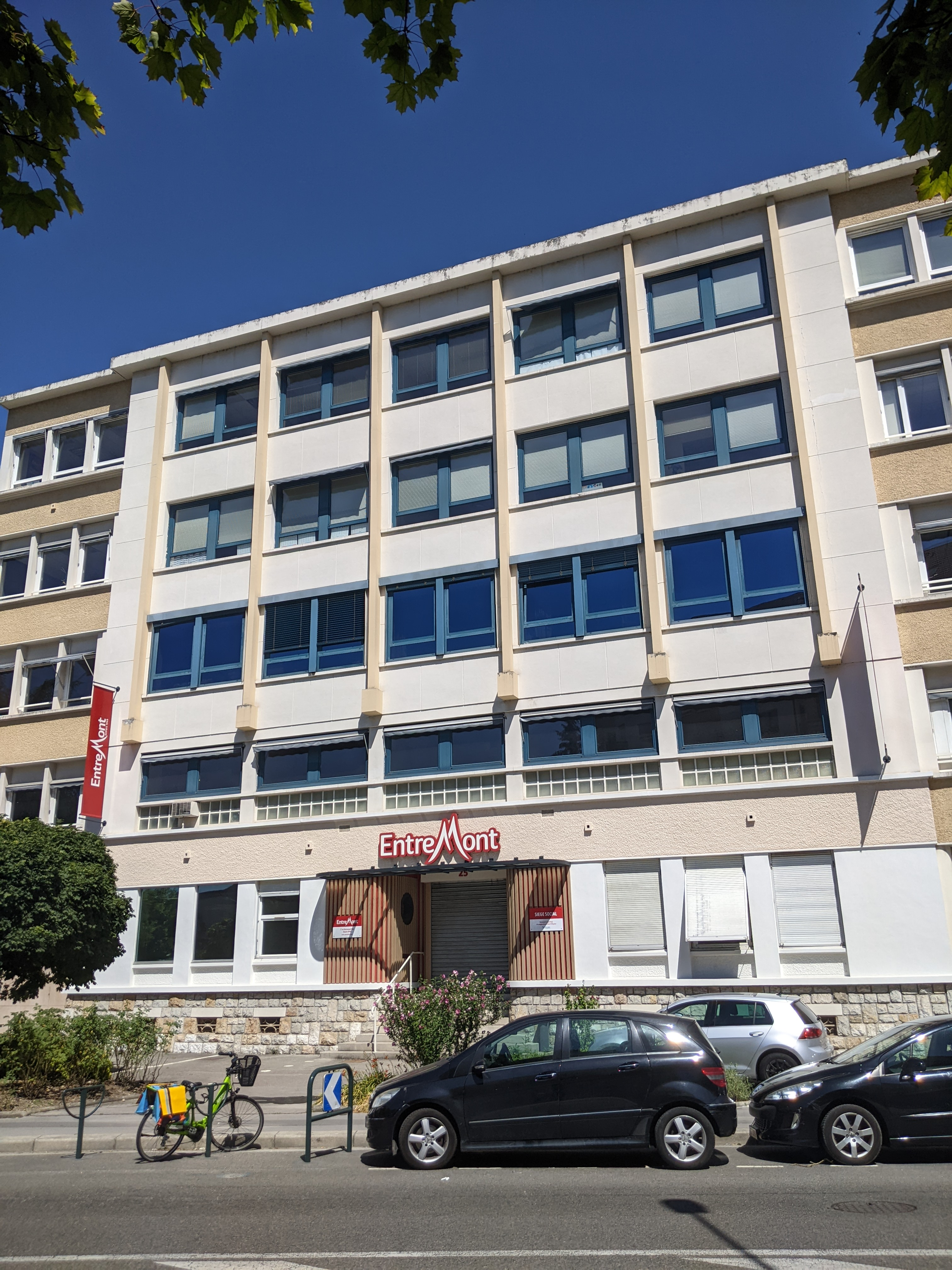
Sede central en Annecy.

### Creación de Entremont
Empresa familiar, Entremont fue adquirida en 1948, en Annecy (Alta Saboya), por tres hermanos: François, Marius y Édouard Entremont. Su empresa transforma la leche (materia prima) en queso (producto terminado), en particular fabrica Emmental (queso de "pasta prensada cocida"). A partir de los años 1950, la empresa crece y los tres hermanos amplían su actividad en el Este de Francia (principalmente en el Jura y en el Alto Marne) y en Bretaña (en Malestroit en 1951 y en Quimper en 1964), donde existe una fuerte producción láctea. El vestíbulo de entrada del módulo Quimper está decorado con un fresco de Xavier de Langlais de 1968.

### Fusión con Unicopa y nacimiento de Entremont Alliance
La antepasada de Unicopa, la cooperativa bretona URCAB (Unión Regional de Cooperativas Agrícolas de Bretaña), fue creada el 9 de septiembre de 1960 en Pabu por la agrupación de tres cooperativas, la "Laiterie du Trieux", la cooperativa "Genêts d'or" y la "cooperativa Arrée" (ubicada en Pleyber-Christ), siendo las dos últimas mencionadas productoras de huevos. Jean-Baptiste Leclerc es elegido presidente de su consejo de administración.
Unicopa fue creada en 1962 en Pleyber-Christ por la unión de 22 cooperativas agrícolas de Finisterre, Côtes-du-Nord y Morbihan. Incluía varias sucursales en diferentes sectores: alimentación animal, mataderos y también un importante sector lácteo en el mercado francés. Su primer presidente es el médico veterinario Pérus. En 1963, el grupo cooperativo empezó a suministrar piensos para el ganado a sus miembros gracias a su fábrica de Penzé. En 1964, Unicopa se hizo cargo del grupo Le Méliner, con sede en Languidic, entonces en liquidación (este grupo tenía su propia fábrica de piensos para el ganado, un matadero con una capacidad de 200 000 pollos al año, 500 trabajadores y 500 avicultores contratados). Unicopa se enmarca en una política exportadora con una elevada proporción de su actividad realizada en exportación con una facturación de 1.480 millones de euros en 2010. Toda la cooperativa fue desmantelada en 2010, debido a dificultades financieras.
Tras el desmantelamiento de Unicopa, la sección láctea pasó a formar parte de Entremont, formando juntos el grupo “Alianza Entremont”.
Entremont cuenta entonces con seis centros de producción en Bretaña: Malestroit, Quimper, Montauban-de-Bretagne, Loudéac, Carhaix-Plouguer y Guingamp, y varias filiales entre ellas Cofranlait. Esto representa 70% del suministro de leche para Entremont.
La Alianza Entremont compró la quesería Reybier (Montanges) en 2004, lo que provocó 82 despidos y reclasificaciones.
La política de expansión de Entremont se vio socavada por el colapso de los precios de los productos lácteos. En 2008, una decisión de la Dirección General de Competencia, Consumo y Prevención del Fraude permitió a los propios fabricantes fijar el precio de la leche. En agosto del mismo año, los agricultores bretones impugnaron el precio de compra de la leche fijado por Entremont, que sólo incrementó el precio de la leche en 30 euros por 1 000 litros en lugar de los 49 euros previstos por el antiguo sistema de fijación de precios. Los agricultores descontentos intensifican sus acciones contra Entremont, bloqueando los centros de producción. El conflicto se nacionaliza y se remite a al Consejo de Estado.
En 2009, la empresa registró entre 360 y 376 millones de euros de deuda y pérdidas importantes: 60 millones en 2008 y 40 millones en 2009.
En 2010, Entremont se situó en 63,5% por CNP y en 33,5% por parte de la cooperativa Unicopa. Muy endeudado (376 millones de euros), el grupo, entonces tercero de lácteo francés y primer productor europeo de emmental industrial se pone a la venta. Tras una propuesta de adquisición del grupo Lactalis, la Alianza Entremont fue adquirida en 2011 por la cooperativa láctea Sodiaal, adquisición apoyada por el ministro de Agricultura, Bruno Le Maire.

### Recuperación por Sodiaal
A partir del 1 de enero de 2011, Entremont se convierte en la segunda unidad de negocio de Sodiaal en términos de utilización de leche, con aproximadamente 1,4 mil millones de litros, especializándose en la fabricación, refinación, envasado y comercialización de quesos prensados cocidos (tipo Emmental), crudos (raclette) y esencialmente derretido.
La estrategia de Entremont consiste en concentrarse en su actividad principal: la valorización del emmental industrial, el producto emblemático de la empresa, líder en valor de cuota de mercado y en la mayoría de los tonelajes comercializados en todas sus formas (bloques, porciones, rallado, lonchas) y para todos los métodos de distribución (marca propia, restauración fuera del domicilio y corte).
Al mismo tiempo, un nuevo plan industrial especializa los centros de producción, por profesión en tres polos: un polo B to B y de grandes series, un polo de especialidad y un polo de productos de marca y de pequeñas series.
Durante esta reestructuración, se cerró la planta de Trébillet en Montanges, lo que provocó la supresión de 96 puestos de trabajo y el traslado de la producción a Annecy. El director del centro y el director de comunicación del grupo Sodiaal consideran que el sitio está sobredimensionada en comparación con la producción actual, ya que Entremont ha perdido mercados, lo que los sindicatos impugnan. También se cierra la producción de queso en la fábrica de Carhaix, lo que provoca la supresión de 90 puestos de trabajo. Se plantea una propuesta para reclasificar a los empleados en otras fábricas del grupo, más de 60% de empleados que aceptan ser reclasificados.

## La actividad de Alianza Entremont

### Cifras
Alianza Entremont fabrica y comercializa 174 000 toneladas de quesos (Emmental, Comté, Raclette, Beaufort y quesos derretidos) en 12 centros industriales, 11 de ellos son en Francia.
La adquisición de Entremont sitúa al grupo Sodiaal en primera Cooperativa láctea francesa y quinto en el ranking europeo en 2011.
Por su volumen de negocios, es la sexta empresa láctea de Francia.

### Estructura
Desde el 1 de enero de 2011, Alianza Entremont pertenece al 100% por Sodiaal.

### Sitios y fábricas
Francia:
Bajo la marca Entremont
- Sede de Annecy
- Annecy Santa Catalina
- Montauban-de-Bretaña
- Malestroit
- Quimper
- Loudéac
- Carhaix
- glomel
- Guingamp
- Montigny-le-Roi
- Langres
- Velay (Saint-Germain-Laprade y Blavozy)

Alemania y Austria
Bajo el nombre de Stegmann Emmentaler Käsereien (SEKG)
- Altusried (Alemania)
- Kempten (oficina central y oficina de ventas - Alemania)
- Reutte (Austria)

Bélgica:
Entremont Benelux
- Bruselas

Italia:
Entremont Italia
- Milán

### Quesos y distribución
Entremont produce emmental industrial, comté, beaufort, gruyere, morbier, raclette, cheddar y queso derretido.
Entremont distribuye sus productos bajo las marcas Entremont, Meule d'Or, Aggenstein y Wildberg

### Comidas congeladas
En 2020, la marca lanza la comercialización de pizzas y productos de restauración congelados, elaborados por Boncolac, subsidiaria de la cooperativa Sodiaal hasta 2022.

## Artículos relacionados
- Eurosuero